# Wiesengarten am Schloss La Grange
Der Wiesengarten am Schloss La Grange – eröffnet im Jahre 2009  – in der lothringischen Stadt Manom ist Teil der Gärten ohne Grenzen, die im französischen Departement Moselle, im Saarland, Rheinland-Pfalz und Luxemburg zu finden sind.

## Geschichte und Beschreibung
Rund um das Schloss aus dem 18. Jahrhundert, das noch immer von seiner ursprünglichen Besitzerfamilie bewohnt wird, wurde dieser 30.000 m² große Garten vom Landschaftsarchitekten Franck Neau angelegt. Da vom ursprünglichen klassischen Garten keine Spur mehr vorhanden ist, hat der Schöpfer den Geist und die Symmetrie des Ortes beibehalten und sich gleichzeitig an den aktuellen Kontext angepasst. Es ist ein moderner Garten, der dennoch ein paar Anspielungen auf die Vergangenheit macht.
Das alte Gewächshaus ist einem Gebäude mit geschwungenen Formen gewichen, das im Kontrast zu denen des Schlosses steht. Auf der Rückseite wird die zentrale Rasenfläche von zwei breiten Wiesenstreifen eingerahmt, die mit Blumen aus aller Welt übersät sind: Wiesen, die dem Garten seinen Namen geben. Es jongliert zwischen Vergangenheit und Zukunft, zwischen Pflanzenräumen, Unterholz, Wassergräben und klassischen Innenhöfen. Es verfügt über eine der reichsten Buchsbaumsammlungen Europas.